# Megalodiscus temperatus
Megalodiscus temperatus är en plattmaskart. Megalodiscus temperatus ingår i släktet Megalodiscus och familjen Paramphistomatidae. Inga underarter finns listade i Catalogue of Life.